# 宮崎吾朗
宮﨑吾朗（日语：宮﨑 吾朗，1967年1月21日—）出生於日本東京都的景觀建築師、動畫導演。是動畫家宮崎駿的長子、木版畫家宮崎敬介的哥哥。在日本名字經常比照其父表記為。

## 經歷

### 出生就學
於1967年1月21日出生，於3歲時全家搬至所澤市居住後開始在此地長大。
青年期就讀崎玉縣所澤高校時因個人喜愛山林的因素，加入了校內登山社。之後在信州大學選擇與山林相關的農學部森林工學系，攻讀與自然保育相關的學科。

### 景觀設計師時期
大學畢業後宮崎吾朗進入景觀設計顧問公司「森綠地設計事務所」就職，此期間多接任有關市內公園、都市綠化的案子，也曾設計規劃父親宮崎駿所使用的動畫室吉卜力工作室的頂樓擺設造型。

### 吉卜力美術館時期
之後因宮崎駿計劃打造一間吉卜力作品風格的美術館，當時吉卜力的動畫製作人鈴木敏夫便請求宮崎吾朗協助美術館的設計，宮崎吾朗便離開所待的森綠地設計事務所，在1998年加入了吉卜力工作室團隊。
在2001年吉卜力美術館完工後，宮崎吾朗接任了美術館的第一任館長、以及美術館事業部門「曼馬由特隊」的社長。註

### 動畫導演時期
2003年，鈴木敏夫邀請宮崎吾朗參與次回吉卜力作品《地海戰記》籌劃小組。之後鈴木敏夫決定讓吾朗擔任此片的導演，而宮崎吾朗為了執導動畫《地海戰記》辭去了吉卜力美術館館長職務，本作則在2006年夏季公開上映。小說原著作者娥蘇拉·勒瑰恩在電影發行後，在個人網站發表對電影改編與原著的落差、未能對追隨亞刃的黑影有個清楚的解釋感到失望的文章（英文、中譯（页面存档备份，存于））
後續2008年期間，宮崎吾朗嘗試做了將父親宮崎駿欣賞的作家堀田善衛著作《方丈記私記》改編成動畫的策劃，之後該策劃內容於神奈川近代文學館舉辦的上展出。2011年7月則發表了個人第二部執導作品，為基於1980年代由佐山哲郎、高橋千鶴合著的少女漫畫《來自紅花坂》所改編的同名動畫。
2014年秋季宮崎吾朗則推出個人首部執導的電視動畫《強盜的女兒》，內容為改編自瑞典女作家阿思緹·林格倫於1981年發表的。
宮崎駿閱讀過英國小說家黛安娜·韋恩·瓊斯在2011年發表的作品《Earwig and the Witch》後，決定讓宮崎吾朗擔任《安雅與魔女》的動畫執導，同時遞交一份給企劃交給吾朗，電影企劃之後於2016年開始進行。此為宮崎吾朗亦是吉卜力的首部全CG作畫電影。《安雅與魔女》發行後，因為電影的CG動畫與吉卜力工作室歷代美術風格的差距衝突遭受輿論批評。
宮崎吾朗後續未再以獨立導演名義製作長篇動畫電影，但在宮崎駿執導製作、於2023年7月14日發行的動畫電影《你想活出怎樣的人生》（另譯「蒼鷺與少年」）擔任生產製作人。

## 作品

### 執導動畫
電影動畫
- 地海戰記：2006年
- 來自紅花坂：2011年
- 安雅與魔女：2021年

電視動畫
- 強盜的女兒：2014年
- 安雅與魔女：2020年

### 執導廣告
- 杉浦茂的泡泡糖介：2009年

### 製作紀錄片
- 倆個人／《來自紅花坂》父與子的300天戰爭～宮崎駿×宮崎吾朗～：2011年、本人演出

### 歌曲作詞
單曲
- 瑟魯之歌：2006年

專輯
- 地海戰記歌曲集：2006年、全歌曲作詞
- 來自紅花坂歌曲集：2006年、第2－第12歌曲作詞

## 經歷
- 吉卜力美術館第一任館長（2001年10月1日－2005年6月23日）[3]
- 曼馬由特隊事業會社第一任社長（2001年－2005年）

## 其它

### 父子關係
因小時父親宮崎駿忙於工作少有見面機會對談，宮崎吾朗當時只能透過欣賞父親之前所製作的動畫來了解對方。宮崎駿也曾有在吾朗就讀小學期間，某日下定決心抽空到他的學校參加校內觀摩、卻因先前忙著工作忘記自己兒子念幾年幾班的情況發生。
宮崎吾朗曾表示著「父親因整天外出工作而讓母親在家中事務吃重」、「他是一百分的導演，卻是個零分的爸爸。」

### 轉任導演一事
宮崎駿當時對鈴木敏夫讓宮崎吾朗擔任為《地海戰記》導演一事不能接受，認為自己的兒子對導演方面事務完全沒經驗、甚至連畫圖也不行。
之後吾朗則鐵了心接下此片導演一職，並開始學習分鏡的畫法。在《地海戰記》製作時期父子倆人皆刻意冷戰互不對談。
鈴木敏夫曾將吾朗繪製的《地海戰記》分鏡圖給動畫導演庵野秀明評析，庵野秀明看後認為「完全有宮崎駿動畫的風格」。而宮崎駿在動畫界工作的前輩大塚康生看了吾朗繪製的分鏡圖一開始不相信是由他本人所畫出，之後確定是吾朗所作時表示著「不愧是父子，真是令人吃驚」。

### 喜好
宮崎吾朗的個人嗜好為登山、自行車健行、音樂、抽煙等。喜歡的放鬆心情方式是在家穿T恤短褲、光腳休息。
喜歡的動漫有藤子不二雄作品、父親宮崎駿及押井守的動畫。對於吉卜力的動畫作品中，最喜歡的前3名角色則是《龍貓》裡的龍貓、《神隱少女》的無臉男，以及《風之谷》的王蟲。

## 外部連結
- （英文）Nausicaa.Net上的宮崎吾朗介紹（页面存档备份，存于）